# Miklós Fodor
Miklós Fodor, madžarski rokometaš, * 3. september 1908, † 30. april 1997.
Leta 1936 je na poletnih olimpijskih igrah v Berlinu v sestavi madžarske rokometne reprezentance osvojil četrto mesto.